# Carl Moeli

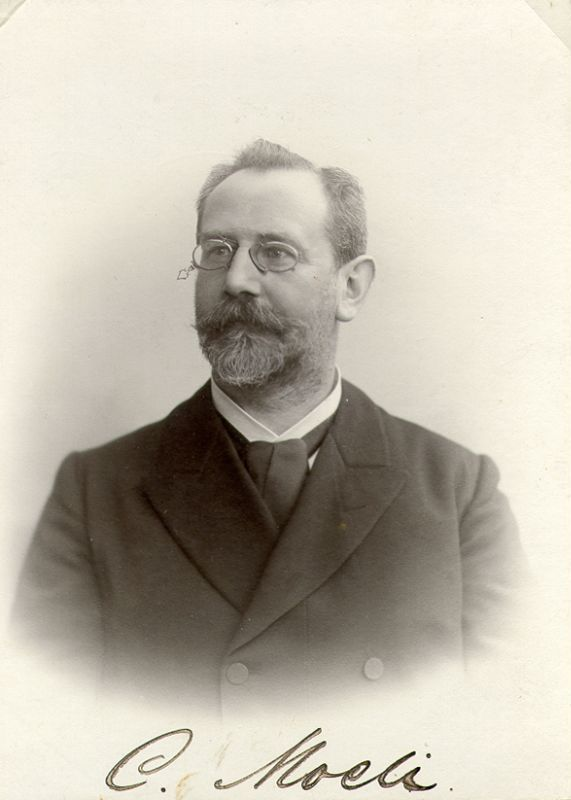
Carl Moeli

Carl Moeli, auch Karl Moeli, (* 10. Mai 1849 in Kassel; † 4. November 1919 in Berlin; vollständiger Name: Carl Franz Moeli) war ein deutscher Psychiater und Neurologe. Zwischen 1893 und 1914 leitete er die städtische Berliner Irrenanstalt Herzberge.

## Leben
Moeli arbeitete nach seinem Medizinstudium in Marburg, Würzburg und Leipzig zunächst in der Inneren Medizin als Assistent an den Kliniken in Rostock und München. 1880 kam er zu Carl Westphal an die psychiatrische Klinik der Charité in Berlin. Hier betrieb er klinische und anatomische Studien des Sehnervs, untersuchte die Pupillenraktionen von Geisteskranken und den Verlauf der Sehbahn. Außerdem beschäftigte er sich auf Anregung Westphals mit dem Alkoholismus als klinischem Problem und den Auswirkungen der Syphilis auf das Gehirn. 1883 habilitierte er sich für Psychiatrie und ging 1884 als Oberarzt an die städtische Berliner Irrenanstalt Dalldorf. 1893 wurde er der erste Direktor der neu erbauten 2. Berliner Irrenanstalt Herzberge, an deren Planung er maßgeblich beteiligt war. Etwa zeitgleich wurde er nicht nur Mitglied der wissenschaftlichen Deputation für das Medizinalwesen, sondern auch als Referent für das Irrenwesen Hilfsarbeiter in der Medizinalabteilung des preußischen Kultusministeriums. Damit war er einer der wichtigsten Berater der Regierung in psychiatrischen Fragen, eine Funktion, die er auch nach dem Ende seiner Direktion in Herzberge 1914 bis zu seinem Tod nach einem langjährigen Herzleiden ausübte.

## Werk
Moelis wichtigste Arbeiten lagen auf dem Gebiet der forensischen Psychiatrie. Er untersuchte nicht nur Alkoholismus und Alkoholpsychosen in ihren forensischen Beziehungen, sondern beschäftigte sich vor allem mit den sogenannten „degenerativen Persönlichkeiten und Psychosen.“ Er konstatierte Zusammenhänge zwischen „psychischer Minderwertigkeit“ und Kriminalität und machte sich für straf- und zivilrechtliche Reformen stark, um die „zurechnungsfähigen Minderwertigen“ (Moeli) im Strafvollzug entsprechend zu behandeln bzw. einer sicheren Verwahrung zu unterwerfen. Er galt als ein zwar effizienter Anstaltsleiter, aber auch als eine komplizierte Persönlichkeit. „Moeli war kein gerader Mensch, der frei seine Überzeugung sagte und für sie eintrat,“ bemerkte Karl Birnbaum, der lange unter ihm gearbeitet hatte. „Sich eine Deckung schaffen, die eigene Verantwortung möglichst ausschalten, ein eindeutiges Festlegen möglichst vermeiden, das war das Zeichen, unter dem alles geschah.“ Dies sei auch ein Grund gewesen, warum Moeli sich nie eine eigene ‚Schule‘ habe schaffen können.

## Schriften
- Alcoholismus, psychische Störung. Atrophische Lähmung der Extensoren am Oberschenkel. In: Charité-Annalen, 6. Jahrgang 1881.
- Eine Bemerkung zur Säufer-Epilepsie. In: Neurologisches Centralblatt, Jahrgang 1885.
- Über irre Verbrecher. I. Krankengeschichten. II. Über den Zusammenhang von Geistesstörung und Verbrechen. III. Über Feststellung des Geisteszustandes. IV. Die Simulation von Geisteskrankheit. V. Die Behandlung und Unterbringung irrer Verbrecher. Berlin 1888. (OCLC 43554477)
- Zur Erinnerung an Carl Westphal. Rede. Berlin 1890. (OCLC 253824919)
- Behandlung der Vergiftungen mit Weingeist. In: Franz Penzoldt (Hrsg.): Handbuch der speciellen Therapie innerer Krankheiten. Band 2, Gustav Fischer, Jena 1894.
- Über psychische Schwäche in ihren verschiedenen Formen. In: Zeitschrift für Medizinal-Beamte, 7. Jahrgang 1894, S. 136–148. (Vortrag auf der 11. Hauptversammlung des Preußischen Medizinalbeamten-Vereins)
- Weitere Mittheilungen über die Pupillen-Reaction. In: Berliner Klinische Wochenschrift, 34. Jahrgang 1897, S. 373, S. 401.
- Demonstration des automatischen Excentrischen Rotationsmikrotoms Herzberge (Kaplan, Krefft, G. Meyer). In: Allgemeine Zeitschrift für Psychiatrie, 57. Jahrgang 1900.
- Über die vorübergehenden Zustände abnormen Bewusstseins in Folge von Alkoholvergiftung und über deren forensische Bedeutung. In: Allgemeine Zeitschrift für Psychiatrie, 57. Jahrgang 1900, S. 169–204. (OCLC 79973934)
- Die Fürsorge für Geisteskranke und geistig Abnorme, nach den gesetzlichen Vorschriften, Ministerial-Erlassungen, behördlichen Verordnungen und der Rechtsprechung. Ein Handbuch für Ärzte und Verwaltungsbeamte. Halle an der Saale 1915.